# 西溪校区邵逸夫艺术楼

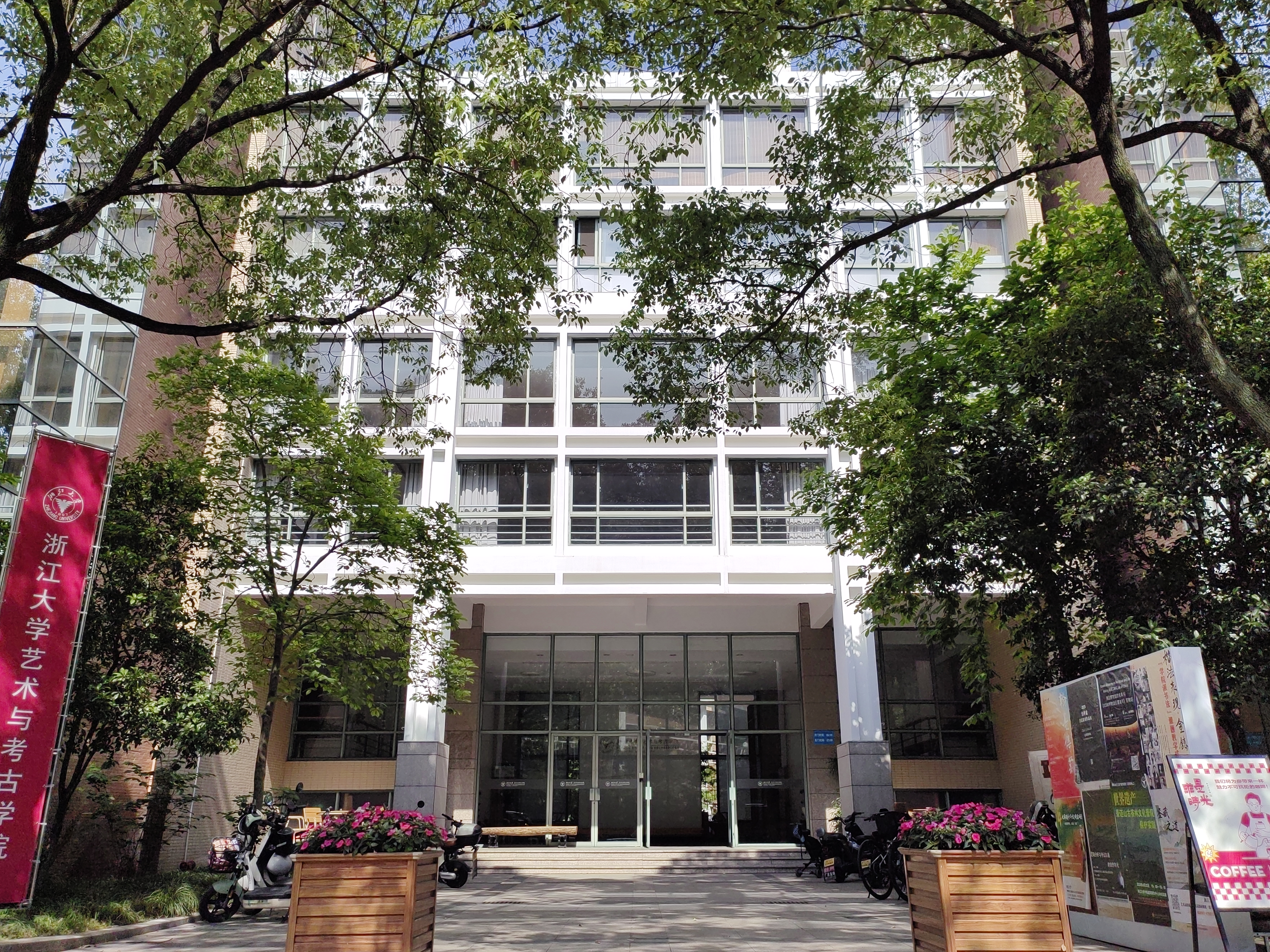
邵逸夫艺术楼的一部分

西溪校区邵逸夫艺术楼是位于浙江大学西溪校区的一幢大楼，建筑面积为1.2万平米。由浙江大学建筑设计研究院设计，浙江兴润建设公司负责施工。2000年2月1日开工，2001年12月1日完工。曾获得钱江杯荣誉。